# 트레버 화이트 (배우)
트레버 화이트(Trevor White, 1970년 10월 26일 ~ )는 캐나다의 배우이다.
밴쿠버에서 태어났다.

## 출연 작품

### 영화
- 도그하우스 (1998, In the Doghouse)
- The Inspectors 2: A Shred of Evidence (2000)
- 오 그레이스 (2000)
- 헬레이저 6 (2001)
- 환상 특급 - 죽음의 환타지 (2001, Strange Frequency)
- 007 어나더 데이 (2002)
- 마인드헌터 (2004)
- Agent Crush (2008)
- 제노바 (2008)
- 기프트 (2009)
- Moonshot (2009)
- 내부고발자 (2010)
- 다크니스: 타락천사 (2010, Godforsaken)
- 대지진 2014 (2011, Super Eruption)
- 다크 나이트 라이즈 (2012) - 여피족 역
- 버튼 앤 테일러 (2013)
- 제이슨 본 (2016)
- 어쌔신: 더 비기닝 (2017) - 프레인 박사 역
- 테드: 미다스 황금손의 비밀 (2017) - 테드 역 (목소리)
- Mad to Be Normal (2017)
- Anchor and Hope (2017)
- Astral (2018)

### 텔레비전
- 아름다움의 선 (2006)